# Polygala zacatecana
Polygala zacatecana är en jungfrulinsväxtart som beskrevs av Joseph Blake. Polygala zacatecana ingår i släktet jungfrulinssläktet, och familjen jungfrulinsväxter. Inga underarter finns listade i Catalogue of Life.